# Paolo Giaccone
Paolo Giaccone (Palermo, 21 marzo 1929 – Palermo, 11 agosto 1982) è stato un medico legale italiano, vittima della mafia.

## Biografia
Conseguita una maturità al liceo classico si iscrive, presso l'Università degli Studi di Palermo, al corso di laurea in medicina, dove, in sei anni, ne ottiene il titolo di studio. 
Diverrà anche docente universitario, insegnando, alle facoltà di giurisprudenza e sempre di medicina, il ramo legale della suddetta materia.
Esperto, tra le altre, di balistica e tanatologia e interessatosi inoltre di criminalità organizzata, eseguiva numerose perizie per la Procura della Repubblica. 
Nel dicembre 1981 riceve l'incarico di esaminare un'impronta digitale lasciata da un assassino e, nonostante le pressioni mafiose ricevute, permette l'identificazione: in data 11 agosto 1982, sarà ucciso con cinque proiettili alla testa.
Un pentito, Vincenzo Sinagra, rivelò i dettagli del delitto, indicando come esecutore materiale il killer Salvatore Rotolo, condannato poi all'ergastolo nell'ambito del Maxiprocesso di Palermo.

## Vita privata
Sposatosi con Rosetta, ebbe quattro figli: Camilla, Antonino, Amalia e Paola.

## Riconoscimenti
Gli è stato intitolato il Policlinico di Palermo, oltre che una via nello storico parco della Favorita.
La figura di Giaccone è stata ricordata in una trasmissione di Mtv condotta da Pif.